# Zieleniec (województwo lubuskie)
Zieleniec – wieś w Polsce położona w województwie lubuskim, w powiecie żarskim, w gminie Jasień.
W latach 1975–1998 miejscowość należała administracyjnie do województwa zielonogórskiego.